# Williamson-Dickie Manufacturing Company
Die Williamson-Dickie Manufacturing Company ist ein US-amerikanischer Hersteller von Textilien, Schuhen und Accessoires für Schule und Beruf mit Sitz im texanischen Fort Worth.
Gegründet wurde das Unternehmen 1918 unter dem Namen U.S. Overall Company von C. N. Williamson und EE „Colonel“ Dickie. 1922 übernahm die Familie Williamson alle Anteile an der Gesellschaft und firmierte sie in die Williamson-Dickie Manufacturing Company um. Diesen Namen trägt sie bis heute.
Während des Zweiten Weltkrieges stellte das Unternehmen Uniformen für die Streitkräfte der Vereinigten Staaten her. Nach dem Zweiten Weltkrieg begann eine allmähliche geografische Expansion und Erweiterung des Produktsortiments. Auch wurden eigene Verkaufsniederlassungen eröffnet.
Die internationale Expansion wurde am Ende der 1950er Jahre begonnen, zunächst mit Europa und dem Nahen Osten. Heute können die Produkte in über 50 Staaten erworben werden.
2008 übernahm das Unternehmen den kanadischen Hersteller für Berufsbekleidung und Outdoorequipment Kodiak Group Inc.
2017 wurde die Williamson-Dickie Manufacturing Company von der VF Corporation übernommen.

## Marken
Neben der eigenen Marke Dickies, der weltweit führenden Marke für Berufsbekleidung, vertreibt die Williamson-Dickie Manufacturing Company Kleidung und Schuhe (Sicherheitsschuhe und Freizeitschuhe) unter den Marken Kodiak als Lizenznehmer der Kodiak Group Holdings Inc. und Terra als Lizenznehmer der Terra Footwear Ltd.

## Dickies in der Popkultur
Das erwähnenswerteste Produkt des Unternehmens ist sicherlich die Dickies 874 Work Pants, auch O-Dog genannt, eine robuste Chino-Hose mit Dauerbügelfalte. Insbesondere in den 90er-Jahren war die O-Dog ein beliebtes Kleidungsstück in der Hip-Hop-Szene und wurde unter anderem von mehreren Westcoast-Rappern wie Eazy-E, Dr. Dre oder Snoop Dogg getragen.
Auch in der Nu-Metal-Szene waren die 874er und die Marke Dickies sehr beliebt, insbesondere bei den Deftones, von denen ein frei verkäufliches T-Shirt existiert, bei dem der Dickies-Schriftzug des Firmenlogos durch ein Deftones-Schriftzug ersetzt wurde. Dieses T-Shirt erfreute sich großer Beliebtheit und wurde bei mehreren Foto-Shootings und Auftritten von weiteren Musikern des Crossover-Genres wie Fred Durst, Sandra Nasic und Max Cavalera getragen.
Am 8. November 2019 eröffnete auf dem Gelände des Will Rogers Memorial Center die Dickies Arena.